# Skeleton ai III Giochi olimpici giovanili invernali
Le gare di skeleton dei III Giochi olimpici giovanili invernali di Losanna si sono svolte a Sankt Moritz, in Svizzera, il 19 e il 20 gennaio 2020 sulla pista Olympia Bobrun St. Moritz–Celerina. Sono state disputate due gare: il singolo femminile e quello maschile.

## Podi

### Ragazze
| Evento           | Oro                 | Tempo   | Argento            | Tempo   | Bronzo        | Tempo   |
| Singolo dettagli | Anastasija Cyganova | 2'22"50 | Josefa Schellmoser | 2'22"53 | Sissi Schrödl | 2'22"95 |

### Ragazzi
| Evento           | Oro                  | Tempo   | Argento         | Tempo   | Bronzo             | Tempo   |
| Singolo dettagli | Lukas David Nydegger | 2'17"00 | Elvis Veinbergs | 2'18"42 | Livio Summermatter | 2'19"53 |

## Medagliere
| Pos.   | Paese    | Oro | Argento | Bronzo | Totale |
| ------ | -------- | --- | ------- | ------ | ------ |
| 1      | Germania | 1   | 1       | 1      | 3      |
| 2      | Russia   | 1   | 0       | 0      | 1      |
| 3      | Lettonia | 0   | 1       | 0      | 1      |
| 4      | Svizzera | 0   | 0       | 1      | 1      |
| Totale | Totale   | 2   | 2       | 2      | 6      |